# Okubo Sho
Sho Okubo (sinh ngày 2 tháng 4 năm 1988) là một cầu thủ bóng đá người Nhật Bản.

## Sự nghiệp câu lạc bộ
Sho Okubo đã từng chơi cho Vissel Kobe và YSCC Yokohama.